# Tríptico de la Redención
El llamado Tríptico de la Redención es la obra de un pintor anónimo flamenco de mediados del siglo XV conservada en el Museo del Prado de Madrid. Donado en 1564 por Leonor de Mascarenhas, aya de Felipe II, al convento de Nuestra Señora de los Ángeles de Madrid, tras la desamortización de Mendizábal pasó al Museo de la Trinidad y en 1874 al del Prado al fusionarse ambas instituciones. No hay datos de su primer destino ni noticias anteriores. 
Gregorio Cruzada Villaamil en el catálogo del Museo de la Trinidad atribuyó su autoría a Rogier van der Weyden, atribución aún visible en una antigua inscripción en el marco. Descartada esa autoría, por lo descuidado del dibujo y la apariencia de pastiche que tiene en algunos de sus componentes, y considerado obra del taller del maestro bruselés por Max J. Friedländer, Georges Hulin de Loo hizo del tríptico cabeza de serie de un grupo de pinturas que juzgó surgidas del pincel de Vrancke van der Stockt, a quien tenía por discípulo y seguidor de Van der Weyden. Aunque la propuesta de Hulin de Loo obtuvo en general buena aceptación y en 1975 fue oficialmente aceptada por el museo, la inexistencia de obras firmadas o documentadas de Van der Stockt y, por consiguiente, la imposibilidad de conocer su caligrafía pictórica, ha llevado a descartar también esta atribución y asignar su autoría a un anónimo Maestro de la Redención del Prado, recuperando así una denominación convencional empleada ya en 1935 con motivo de una exposición celebrada en Bruselas.

## Técnica
El soporte empleado es madera de roble procedente del Báltico. El análisis dendrocronológico permitió establecer que el último de sus anillos se formó en 1414, por lo que no hubiese sido posible emplear la madera antes de 1422. En su aparejo se empleó creta y una finísima imprimación blanquecina a base de creta y albayalde. El aglutinante es aceite de linaza. En la pigmentación se emplearon azurita, bermellón, amarillo de plomo y estaño mezclado con cardenillo en la vegetación.
El dibujo subyacente es muy detallado y realizado a mano alzada. En la fase de color y antes de pasar a ella se observan numerosas reelaboraciones y rectificaciones. Esas reelaboraciones son especialmente notables en el marco arquitectónico bajo el que se sitúan las figuras. Muy significativo es, por ejemplo, el cambio operado en los doseletes de las arquivoltas, que en la tabla central siguen el mismo diseño empleado por Van der Weyden en el Tríptico de Miraflores. El dibujo subyacente muestra que esa era la idea inicial también para las tablas laterales, aunque luego se realizaron conforme a un modelo menos sutil y elaborado, con pérdida de la regularidad en el tamaño, como si en el acabado se hubiese procedido con algo de improvisación.

## Descripción
Originalmente el tríptico constaba de un panel central de 195 x 172 cm, con la Crucifixión en el interior de un templo gótico, y dos portezuelas de 195 x 77 cm, en las que estaban representados La expulsión del Paraíso y el Juicio Final, estando abiertas, y La moneda del César pintada en grisalla en las caras exteriores, componiendo una sola historia visible con las puertas cerradas. En el Museo de la Trinidad y antes de 1865 se separaron los anversos y reversos de las puertas laterales, serrando las tablas por la mitad de su grosor.
El motivo central es la historia de la redención obrada con la muerte de Cristo en la cruz tras el pecado de los primeros padres, lo que se desarrolla en las tres escenas principales: la expulsión del Paraíso, el Calvario y el Juicio Final, pero cada una de esas escenas queda enmarcada en un arco gótico conforme al modelo desarrollado por Van der Weyden en los trípticos de Miraflores y de San Juan Bautista, lo que le servirá para ampliar el contenido narrativo disponiendo pequeñas escenas como fingidas esculturas policromadas en jambas, ménsulas, arquivoltas y enjutas.
En el panel izquierdo Adán y Eva expulsados por el ángel, que blande la espada sobre su cabeza, atraviesan la puerta del paraíso. Avergonzándose de su desnudez ocultan con hojas de parra los órganos genitales. Eva aún lleva en la mano izquierda la manzana del pecado, mordida. Al fondo puede vérselos en el momento mismo del pecado, a los lados del árbol del paraíso, tentados por el diablo en forma de serpiente con cabeza de mujer. En el arco, bajo doseletes, están representados los seis días de la creación, con Jesús en la figura de Dios Padre, y en las enjutas el descanso del séptimo día y la creación de Eva saliendo del costado de Adán. En las ménsulas del arranque del arco, por último, pueden distinguirse dos pasajes bíblicos: Caín matando a su hermano Abel y Sansón desquijarando al león, las consecuencias del pecado y la prefiguración de la victoria de Cristo sobre el mal. 
La tabla central muestra a Jesús en la cruz entre la Virgen y san Juan en el pórtico de un templo gótico. La nave de la iglesia tras ellos pudiera ser la colegiata de Santa Gúdula, actual catedral de Bruselas. Su modelo evidente, aunque muy simplificado pues no tiene continuidad en las tablas laterales, es el tríptico de los Siete Sacramentos de Rogier van der Weyden, y a su ejemplo se puede deber la perspectiva oblicua de la iglesia, sin justificación desde el punto de vista del observador. Ese modelo puede explicar también que en las jambas se representen seis sacramentos (de izquierda a derecha y de arriba abajo; bautismo, confirmación, orden sacramental, matrimonio, confesión y extremaunción) pues el séptimo, la Eucaristía, se representa al vivo, en el interior del templo, donde se encuentra un sacerdote delante del altar en el momento de la consagración en tanto otro entrega la comunión a un fiel. En el altar y los fustes de las columnas llegan a distinguirse algunas otras imágenes con santos y en las vidrieras, justo sobre la cabeza de Cristo, otra prefiguración de su sacrificio en el de Abraham e Isaac. En la arquivolta en seis pequeñas escenas se recorre el ciclo de la pasión, desde la Oración en el huerto de los olivos a la Resurrección, y en las enjutas dos de los símbolos del tetramorfos, el águila y el león, símbolos respectivamente de los evangelistas Juan y Marcos. La aparente incoherencia de dejar aislados estos dos símbolos se resuelve en la tabla restante, el panel derecho, en el que se figuran en las ménsulas el ángel y el toro, enseñas de Mateo y Lucas.
En la portezuela derecha el Juicio Final se divide en dos registros, con la déesis o mediación perfecta en el nivel superior, en el que Cristo sentado sobre el arcoíris y haciendo ostentación de las yagas de su pasión, la vara de azucenas a su derecha, símbolo de la misericordia, y la espada, que lo es de la justicia, a la izquierda, se encuentra flanqueado por su madre la Virgen y Juan el Bautista. Debajo y a menor escala los resucitados salen de sus tumbas formando dos grupos, el de los justificados recibidos por un ángel con túnica blanca y el de los réprobos, conducidos hacia una caverna. En la arquivolta, seis obras de misericordia, con la presencia de Cristo en todas ellas: vestir al desnudo, dar de beber al sediento, dar de comer al hambriento, dar posada al peregrino, confortar al preso y visitar a los enfermos. En las enjutas, la séptima, dar sepultura a los muertos.
En los reversos con las puertas cerradas se formaba la escena única del tributo del César (Mateo 22, 15-22). Como si se tratara de esculturas encerradas en un marco o nicho común, pero con pedestales diferenciados, en la tabla de la izquierda se presenta a Jesús con uno de los apóstoles y en la derecha a tres de los herodianos enviados por los fariseos para probarle, uno de ellos sacando de la bolsa la moneda del tributo. Las inscripciones en las bases sintetizan, en el latín de la Vulgata, el texto evangélico: «Maestro, sabemos que eres sincero / nos es lícito pagar el tributo al César o no?», a la derecha, y a la izquierda: «Mostradme la moneda del tributo / pues dad al César lo que es del César y a Dios lo que es de Dios».
La relación del por ahora anónimo maestro del Tríptico de la Redención del Museo del Prado con Rogier van der Weyden es evidente, pero el grado de su implicación en el taller, ya sea como aprendiz, como oficial o como simple seguidor, carece de consenso. La composición general es deudora de otros trípticos de Van der Weyden y singularmente del Tríptico de los Siete Sacramentos, pero en aspectos concretos hay referencias a muchas otras de sus obras. Así, la disposición de las figuras de María y san Juan en la Crucifixión, especialmente en el dibujo subyacente, se asemejan a la del Calvario del Escorial, en tanto Jesús en la cruz está más próximo al del Tríptico de la Crucifixión de Viena. Otros préstamos formales se encuentran en la tabla del Juicio Final, derivados del políptico del mismo asunto en el Hôtel-Dieu de Beaune. Arquivoltas y detalles arquitectónicos remiten, como se ha apuntado, al Tríptico de Miraflores. En otros casos el enlace se establece con dibujos relacionados con el taller de Rogier van der Weyden. La flagelación en la arquivolta del panel central guarda estrecha relación con uno de esos dibujos conservados en el Museum Boijmans Van Beuningen de Róterdam, reproducido a su vez en una de las tablas asignadas al supuesto Vrancke van der Stockt en el Museo de Bellas Artes de Valencia. Las composiciones seguidas en la representación de los sacramentos en las jambas del mismo panel central se encuentran asimismo en dibujos conservados en el Louvre y el Ashmolean Museum de Oxford, empleados también en la confección de una capa pluvial para el obispo de Lausana (Berna, Bernisches Historisches Museum), cuyas fechas de ejecución se sitúan entre 1463 y 1478. De todo ello cabe deducir que el maestro del Tríptico de la Redención tenía acceso a los dibujos empleados en el taller de Van der Weyden, incluidos los no utilizados o los que se verían modificados al pasar del dibujo subyacente a la imagen final.
En la composición, sin embargo, difiere del maestro. Sus figuras son más alargadas y con frecuencia resultan planas al agruparlas en espacios reducidos, sin el sentido del ritmo que caracteriza la producción de Rogier van der Weyden. En alguna medida se diría que modelos formales tomados de Van der Weyden, que en él tenían una intención emotiva con su hondo sentido de la belleza, al pasar al anónimo Maestro de la Redención se transforman en mero recurso narrativo para ampliar el discurso doctrinal.